# アバンテ2001
アバンテ2001（アバンテにせんいち、アバンテにーまるまるいち）は、田宮模型（現・タミヤ）から発売された電動ラジオコントロールカー（ラジコン）。
1990年6月19日発売　キット価格は26,800円。

## 概要
『コロコロコミックスペシャル』で掲載されていた「燃えろ!アバンテ兄弟」に登場したモデルをキット化。
内容は、当時のタミヤの純レース仕様車イグレスのデチューン仕様となっている。ディメンションはイグレスと同一のロングホイールベース仕様と同一としているが、シャーシ素材をカーボンファイバーからFRPに、ダンパーもアルミ製ハイキャップダンパーからプラ製のCVAダンパーへ、ステアリング機構の軸受もボールベアリングからプレーンメタルへと、それぞれグレードダウンされ価格を引き下げている。
駆動系については初代アバンテ及びバンキッシュと同様の、前後にプラネタリー式ギアデフ、センターにボールスラスト式のデフを内蔵。しかしながらバンキッシュとは異なり、駆動系統の軸受には全てボールベアリングを使用している。
モーターは現在でも手軽なチューニングで人気のあるマブチRS-540スポーツチューンモーターを装備。このモデルがタミヤ製の電動RCカーとして、初めてこのモーターを装備したモデルである(ただし　本キットに付属の製品は　車両に合わせてピニオンシャフトを長くした特別仕様であり市販版との互換性は無い)

ボディデザインは初代アバンテをリファインしておりノーズ部分をより細く、コクピット後ろ側は曲面を多用。リヤウイングはイグレスと同規格の大型ウイングを装備しているが、翼端板のデザインはアバンテの物に倣っている。
ホイールは、初代アバンテ同様のカムロック方式で、色は白に変更されている。
ドライバー人形は初代はシャシー側に固定だったものが、2001はボディ側に2mmビス2本で固定される。

## メカニズム
- シャーシ：FRP製ダブルデッキ構造
- サスペンション：ダブルウィッシュボーン独立懸架、R/マルチリンク独立懸架・F/R共にキャンバー調整可能、コイルオーバー･オイルダンパーをそれぞれに搭載。リアロワアーム車体側取り付けにＺ型のスチール製プレスの補強板が追加。
- タイヤ･ホイール：F/R共に同サイズのスタッドスパイクタイヤを装備、ホイールはカムロックアダプター介在固定式
- 原動機：電気直流モーター、マブチ製RS-540スポーツチューン
- 駆動形式：モーターインラインマウンティング（縦置き）・シャフト駆動式四輪駆動
- ボディ：ポリカーボネート製、ドライバーフイギュア内蔵型。同素材アンダーカウル装備

## 車名の由来
アバンテ2001の「2001」は新世紀を標榜するマシンという意味でつけられた。

## 備考
弟分であるレーサーミニ四駆 アバンテ2001Jr.が2001年を記念して再発売された。

## 関連製品
- バンキッシュ
- イグレス
- アバンテ